# Швидкісний трамвай Мехіко
Швидкісний трамвай Мехіко(ісп. Tren ligero de la Ciudad de México) — система швидкісного трамвая (легкорейсового транспорту) в столиці Мексики. Система є найвисокогірнішою трамвайною системою в світі (розташована на висоті 2240 м над рівнем моря).
Система займає проміжне положення між швидкісним трамваєм і легким метрополітеном. Офіційна назва — ісп. tren ligero, тобто легкий потяг. Система не є частиною метрополітену Мехіко і експлуатується іншою організацією, а саме Servicio de Transportes Electricos. Ця організація також експлуатує в Мехіко тролейбуси.

## Історія
Лінія швидкісного трамвая була побудована 1908 року як класична трамвайна лінія. Довгий час на лінії використовувалися трамваї PCC. У 1984—1990 роках лінія була реконструйована. Був замінений рухомий склад і побудовані високі платформи.

## Опис системи
Система швидкісного трамвая складається з однієї лінії, на якій є вісімнадцять станцій (зупинок): Tasqueña (пересадка на метро) — Las Torres — Ciudad Jardín — La Virgen — Xotepingo — Nezahualpilli — Registro Federal — Textitlán — El Vergel — Estadio Azteca — Huipulco — Xomali — Periférico — Tepepan — La Noria — Huichapan — Francisco Goitia — Xochimilco
Всі станції (зупинки) обладнані високими платформами. Ширина колії — стандартна (1435 мм)

## Рухомий склад
На лінії використовуються зчленовані двосекційні вагони.
Основні технічні характеристики:
- Довжина: 29,650 м
- Ширина: 2,65 м
- Максимальна висота: 3,57 м
- Маса порожнього вагона: 40 тонн (дві секції по 20 тонн)
- Маса повністю заповненого вагона: 61 тонна (при 300 пасажирах)
- Сидячих місць: 50
- Стоячих місць: 250